# Heugraben (Burgenland)
Heugraben (węg. Sirovnicza, Szénásgödör; burg.-chorw. Žarnovica) – gmina w Austrii, w kraju związkowym Burgenland, w powiecie Güssing. Liczy 204 mieszkańców (1 stycznia 2014).